# Krasnoarmeiski (Novokórsunskaya, Timashovsk, Krasnodar)
Krasnoarmeiski (en ruso: Красноармейский) es un jútor del raión de Timashovsk del krai de Krasnodar, en Rusia. Está situado en la orilla izquierda del río Beisuzhok Izquierdo, afluente del río Beisug, 13 km al este de Timashovsk y 68 km al norte de Krasnodar, la capital del krai. Tenía 162 habitantes en 2010.
Pertenece al municipio Novokórsunskoye.